# トルヒージョ州
- トルヒージョ州
- トルヒーヨ州

トルヒージョ州（トルヒージョしゅう、スペイン語: Estado Trujillo、IPA: [esˈtaðo tɾuˈxiʎo]）は、ベネズエラの州。州都はトルヒージョである。
2019年時点で7400平方キロに86万7600人が暮らす。

## 隣接州
- ララ州
- ポルトゥゲサ州
- バリナス州
- メリダ州
- スリア州

## 下位行政区
トルヒーヨ州は20ムニシピオ（基礎自治体）と93区に分かれる。括弧内は各ムニシピオの中心区。
1. アンドレス・ベージョ（サンタ・イサベル）
2. ボコノ（ボコノ）
3. ボリーバル（サバーナ・グランデ）
4. カンデラリア（チェヘンデ）
5. カラーチェ（カラーチェ）
6. エスクーケ（エスクーケ）
7. ホセ・フェリーペ・マルケス・カニーサレス（エル・パラデーロ）
8. ホセ・ビセンテ・カンポ・エリアス（カンポ・エリアス）
9. ラ・セイバ（サンタ・アポローニア）
10. ミランダ（エル・ディビディーベ）
11. モンテ・カルメーロ（モンテ・カルメーロ）
12. モタタン（モタタン）
13. パンパン（パンパン）
14. パンパニート（パンパニート）
15. ラファエル・ランヘル（ベティホーケ）
16. サン・ラファエル・デ・カルバハル（カルバハル）
17. スクレ（サバーナ・デ・メンドーサ）
18. トルヒーヨ（トルヒーヨ）
19. ウルダネータ（ラ・ケブラーダ）
20. バレーラ（バレーラ）